# Shemel Louison
Shemel Louison (ur. 9 sierpnia 1990) – grenadyjski piłkarz grający na pozycji bramkarza. Jest wychowankiem klubu Fontenoy United.

## Kariera klubowa
Karierę piłkarską Louison rozpoczął w klubie Fontenoy United. W jego barwach zadebiutował w 2009 roku w pierwszej lidze grenadyjskiej i od czasu debiutu jest jego podstawowym bramkarzem.

## Kariera reprezentacyjna
W reprezentacji Grenady Louison zadebiutował 27 maja 2011 roku w zremisowanym 2:2 towarzyskim meczu z Antiguą i Barbudą. W 2011 roku został powołany do kadry na Złoty Puchar CONCACAF 2011.